# Isachne pallens
Isachne pallens là một loài thực vật có hoa trong họ Hòa thảo. Loài này được Hildebr. mô tả khoa học đầu tiên năm 1888.